# Marcellus (Francia)
Marcellus è un comune francese di 828 abitanti situato nel dipartimento del Lot e Garonna nella regione della Nuova Aquitania.

## Società

### Evoluzione demografica
Abitanti censiti